# هنري تي كينغ
هنري تي كينغ (بالإنجليزية: Henry T. King)‏ هو محامي أمريكي، ولد في 27 مايو 1919، وتوفي في 9 مايو 2009.